# Glasgow Airport
Glasgow Airport (IATA: GLA, ICAO: EGPF) er en lufthavn i Skotland, Storbritannien. Den er beliggende ved Paisley, 11 km vest fra centrum af Glasgow.
I 2015 betjente lufthavnen 8.714.307 passagerer og havde 90.870 start- og landinger, hvilket gjorde den til Skotlands anden travleste efter Edinburgh Airport.